# Wilhelminastraat (Amsterdam)
De Wilhelminastraat is een straat in de Cremerbuurt in Amsterdam Oud-West. De straat loopt evenwijdig aan de Overtoom. Voorheen onderdeel van een volksbuurt, is deze straat anno 2025 zeer gegentrificeerd. De gebouwen in deze straat zijn veelal de originele revolutiebouw uit de late 19e eeuw. De straat heeft een voornamelijk residentieel karakter.